# Pseudonicsara arcuata
Pseudonicsara arcuata är en insektsart som beskrevs av Sigfrid Ingrisch 2009. Pseudonicsara arcuata ingår i släktet Pseudonicsara och familjen vårtbitare. Inga underarter finns listade i Catalogue of Life.